# Oudenburg
Oudenburg è un comune belga di 9 217 abitanti, situato nella provincia fiamminga delle Fiandre Occidentali.